# Ponte Internacional da Amizade
A Ponte Internacional da Amizade, ou simplesmente Ponte da Amizade, foi construída durante as décadas de 1950 e 1960. Liga a cidade de Foz do Iguaçu no Brasil e Ciudad del Este no Paraguai, passando sobre o rio Paraná.
O local onde se encontra o canal entre Sete Quedas e Foz do Iguaçu era estreito, profundo e com águas revoltas. Suas variações de nível em condições normais chegavam até dez metros em 36 horas, resultando uma oscilação 30 centímetros por hora. Em função da rapidez de variações do rio Paraná foi definido que a ponte deveria ter vão livre de 18 metros acima do nível da água mesmo em grandes cheias. Tais condições foram resolvidas anos depois, com a construção da Barragem de Itaipu.
O rio Paraná, devido a sua extensão continental, sofre duas cheias por ano, sendo a primeira em junho ou julho e a segunda no fim do ano, entre novembro e dezembro. Esta variação não está relacionada com as estações do ano, e sim com o regime de chuvas nas regiões em que passa. Os registros históricos comprovaram que a maior cheia havia acontecido em 1905, quando as águas chegaram a 30 metros acima do nível normal.
Em função da construção da ponte surgiu o comércio exportador e importador de Foz do Iguaçu. Se iniciou a colonização e inauguração da cidade de Puerto Stroessner, atualmente chamada de Ciudad del Este, cidade que ocupa o posto de segundo maior centro urbano do Paraguai e seus clientes na maioria são brasileiros atraídos pelos baixos preços dos produtos vendidos na cidade.

## História

Presidentes Castelo Branco e Alfredo Stroessner durante a inauguração da ponte, 1965. Arquivo Nacional.

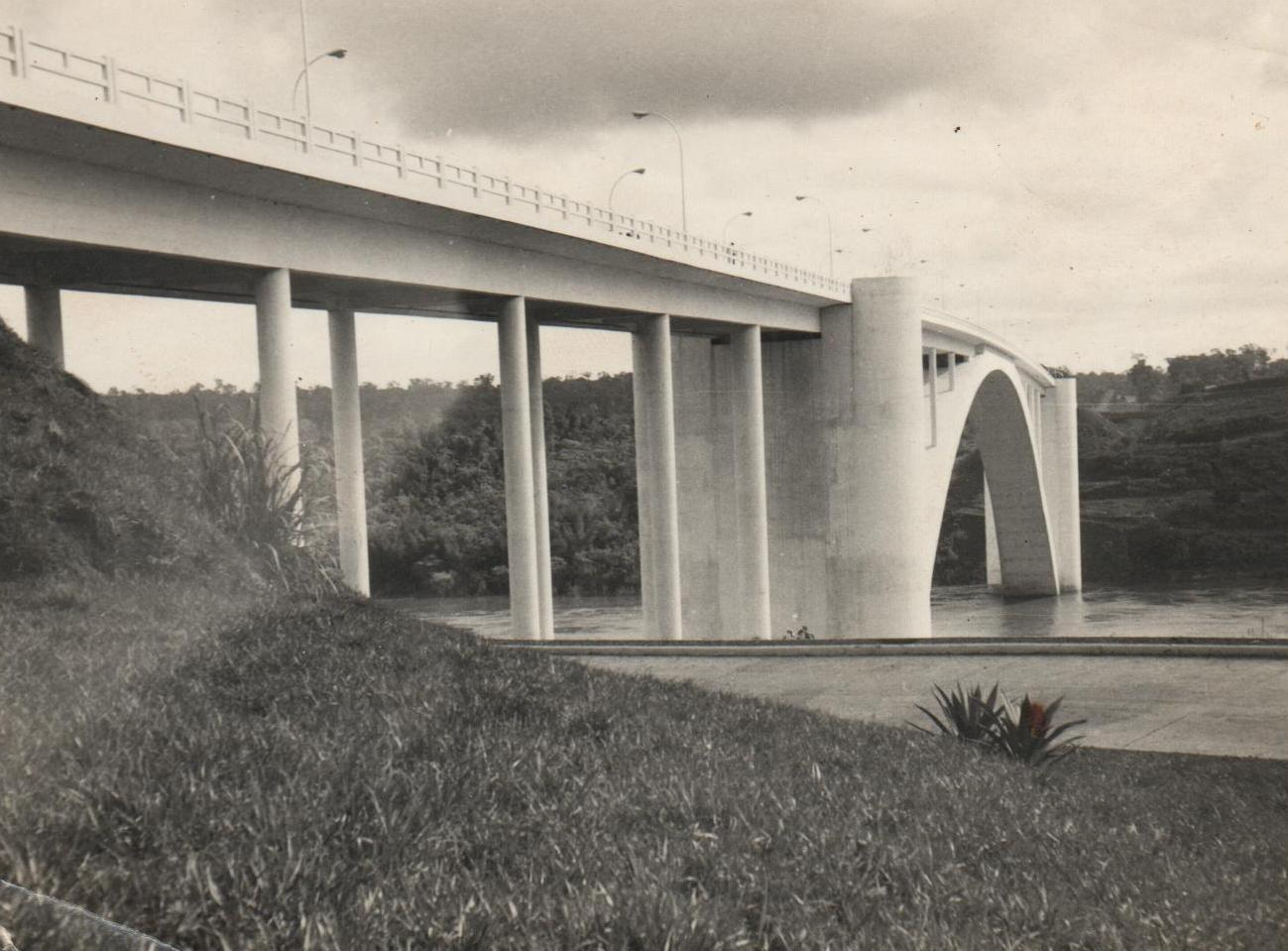
Ponte da Amizade no ano 1965

O tratado de construção da ponte foi assinado em 29 de maio de 1956, pelos governos do Brasil e do Paraguai. No dia 14 de novembro de 1956 foi criada a comissão encarregada do projeto e execução da obra. A ponte, na época de sua construção em 1962, foi recorde mundial de vão em ponte de concreto armado e arco engastado com 290 metros.[carece de fontes?]
A localização foi definida entre cinco pontos considerados ideais determinados após a execução de estudos hidrológicos do regime do rio Paraná durante um período de vinte anos (outro recorde). No mês de fevereiro de 1957 uma embarcação adernou enquanto era executado o levantamento de medidas batimétricas. Neste acidente faleceu o engenheiro Tasso Costa Rodrigues e outros integrantes de sua equipe enquanto os outros se salvaram.[carece de fontes?]
Os números das medições comprovam a grandiosidade da obra. A região levantada para a construção, ou seja, a área da bacia a montante da ponte é de 870 mil km². Isto quer dizer que para determinar a melhor localização, foi necessário o levantamento de uma área maior do que a Península Ibérica.[carece de fontes?]
A Ponte Internacional da Amizade foi inaugurada em 27 de março de 1965 por Castelo Branco, presidente do Brasil e Alfredo Stroessner, presidente do Paraguai. No Brasil, foi chamada de Ponte da Amizade e no Paraguai, ponte Presidente Alfredo Stroessner.[carece de fontes?]

## Medidas e estrutura

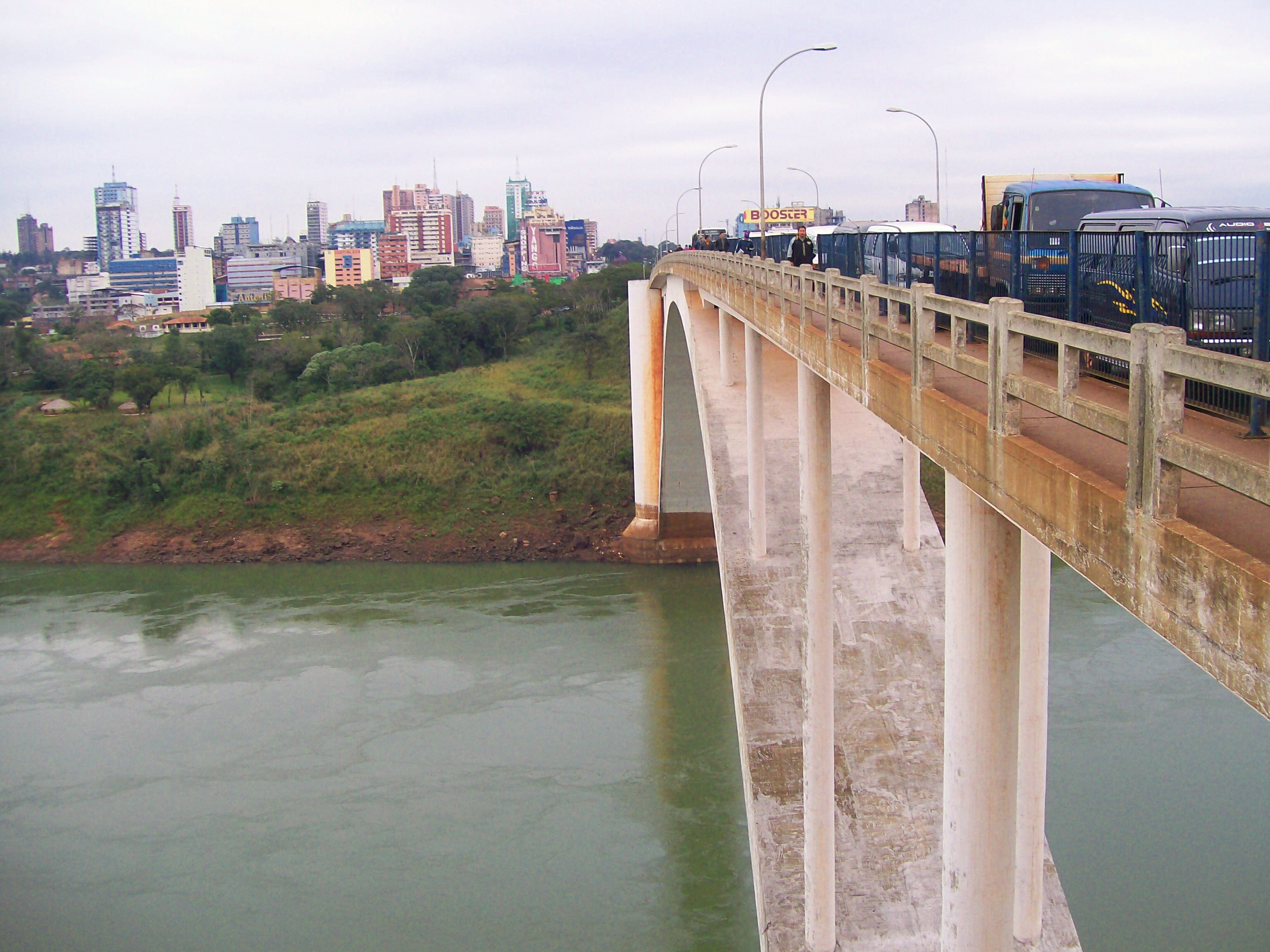
Ciudad del Este, vista desta a ponte da amizade.

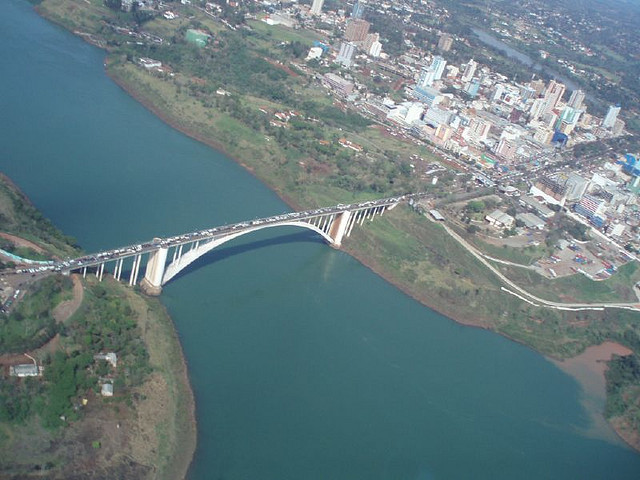
Fotografia aérea da estrutura.

Estruturas e materiais metálicos eram buscados em São Paulo, Volta Redonda e Rio de Janeiro. Para a construção do arco de sustentação da obra, a Companhia Siderúrgica Nacional, de Volta Redonda, montou um cimbre de aço carbono com 157,30 metros de comprimento e que tinha uma massa de 1 200 toneladas. A imensa estrutura de aço foi montada em Volta Redonda, testada, e desmontada para ser transportada ao seu destino a 1 700 quilômetros de distância (Uma epopeia no final da década de 1950, início da década de 1960). Isto representou um grande desafio na época, pois o transporte dos componentes metálicos foi executado por carretas em estradas de traçado antigo. Em muitos trechos as peças não passavam, obrigando a alteração rápida de muitos pontos das estradas, além do reforço emergencial de pontes e viadutos.[carece de fontes?]

### Canal
Em função das chuvas, da grande velocidade das águas, estreiteza e profundidade do canal (em torno de 71 metros de profundidade na época das cheias e nunca menor que de 28 m), as variações de nível do rio em sua caixa são extremamente rápidas e perigosas. Portanto, chegou-se a conclusão que a ponte deveria ter 77 metros de altura (e nunca menos) a partir do fundo do rio. Na época de maior cheia deveria estar a 32 metros acima do nível de água. O canal, o leito e as barrancas do rio são formados por basalto e siltito cuja resistência mecânica é muito elevada. A velocidade de vazão é de aproximadamente 2 a 3 metros por segundo. A principal condição preestabelecida no projeto da ponte era de que o tráfego fluvial não poderia ser interrompido. Desta forma foi projetada uma estrutura com 553 metros de comprimento, sustentada sobre arco com vão livre de 290 metros.[carece de fontes?]

### Construção
Foram utilizados em sua construção:
- Concreto armado: 43 000 m³ de concreto.
- Cimento: 14 000 toneladas.
- Aço: 2 900 toneladas de aço.
- Madeira: 120 000 m² para formas, escoras e andaimes.
- Cubagem em madeira: 6 000 m³.
- Pregos: 50 toneladas de pregos de 20 fábricas situadas nos Estados do Paraná, Santa Catarina e São Paulo.
- Parafusos provindos de metalúrgicas de São Paulo, Minas Gerais e Rio de Janeiro: 12 000 toneladas.
- Arame de Construção: 33 toneladas da Siderúrgica Guaíra de Curitiba (Atual Gerdau).
- Aço em laminados, cabos, rebites e parafusos de alta tensão metálica para a peça metálica do cimbre: 1 300 toneladas vindos da Companhia Siderúrgica Nacional.
- Quantidade de operários: mil homens.
- Quantidade de famílias deslocadas para o local: 600 famílias instalados na Vila Operária.

### Impacto ambiental
Foi desmatada uma área de 14 hectares de mata atlântica virgem e realizada 139 000 metros quadrados de terraplenagem. Para abastecimento com água potável na vila operária foi executada a perfuração de um poço artesiano de 117 metros de profundidade. Para a concretagem foi necessária a instalação de uma usina de britagem com capacidade de produzir 100 m³ de pedra brita por dia. O material foi retirado das margens do Rio Paraná. A areia também foi retirada do próprio leito do rio. Toda a madeira utilizada foi retirada da floresta atlântica da região. Foram construídas para a construção da ponte diversas serrarias da região, que vieram a destruir imensas reservas de mata natural que não foi replantada. O cimento utilizado veio de Curitiba e de São Paulo.[carece de fontes?]

### Pandemia de Covid
Durante a pandemia, a Ponte da Amizade foi fechada entre março e outubro de 2020. Uma barreira sanitária exige a apresentação de teste de coronavírus negativo, do tipo RT-PCR, para se entrar no município de Foz do Iguaçu.[carece de fontes?]

## Câmera ao vivo
- Ponte da Amizade ao vivo